# Championnat d'Asie de rink hockey 2014
Navigation
Championnat d'Asie 2012 Championnat d'Asie 2016
Le Championnat d'Asie de rink hockey 2014 est la 17e édition de la compétition organisée par la Confederation of Asia Roller Sports et réunissant les meilleures nations asiatiques. Il s'agit de la 10e édition concernant la compétition féminine. Cette édition a lieu à Haning, en République populaire de Chine.
L'équipe de Macao conserve son titre, remporte pour la neuvième fois la compétition masculine et l'équipe d'Inde remporte sa quatrième couronne dans la compétition féminine, conservant elle aussi son titre.

## Participants

### Sélections masculines
- Japon
- Inde
- Macao
- Taïpei chinois

### Sélections féminines
- Inde
- Macao
- Taïpei chinois

## Résultats

### Compétition masculine

#### Phase de poule
| Rang | Équipe         | Pts | J | G | N | P | Bp | Bc | Diff |  | Résultats      |  |      |      |      |
| ---- | -------------- | --- | - | - | - | - | -- | -- | ---- |  | -------------- |  | ---- | ---- | ---- |
| 1    | Macao          | 9   | 3 | 3 | 0 | 0 | 32 | 5  | +27  |  | Macao          |  | 12-2 | 8-0  | 12-3 |
| 2    | Inde           | 4   | 3 | 1 | 1 | 1 | 23 | 24 | -1   |  | Taïpei chinois |  |      | 11-6 | 8-16 |
| 3    | Taïpei chinois | 3   | 3 | 1 | 0 | 2 | 21 | 34 | -13  |  | Japon          |  |      |      | 4-4  |
| 4    | Japon          | 1   | 3 | 0 | 1 | 2 | 10 | 23 | -13  |  | Inde           |  |      |      |      |

#### Phase finale
|  | Demi-Finales   | Demi-Finales   |          |    | Finale | Finale |
|  | Demi-Finales   | Demi-Finales   |          |    | Finale | Finale |
|  |                |                |          |    |        |        |
|  |                |                |          |    |        |        |
|  |                |                |          |    |        |        |
|  | Macao          | 7              |          |    |        |        |
|  | Macao          | 7              |          |    |        |        |
|  | Japon          | 1              |          |    |        |        |
|  | Japon          | 1              | Macao    | 13 |        |        |
|  |                |                | Macao    | 13 |        |        |
|  |                | Taïpei chinois | 3        |    |        |        |
|  | Inde           | Taïpei chinois | 3        | 9  |        |        |
|  | Inde           |                |          | 9  |        |        |
|  | Taïpei chinois | 12             |          |    |        |        |
|  | Taïpei chinois | 12             | 3e place |    |        |        |
|  |                |                |          |    |        |        |
|  |                |                |          |    |        |        |
|  |                |                |          |    |        |        |
|  | Japon          | 5              |          |    |        |        |
|  | Japon          | 5              |          |    |        |        |
|  | Inde           | 1              |          |    |        |        |
|  | Inde           | 1              |          |    |        |        |

### Compétition féminine
| Rang | Équipe         | Pts | J | G | N | P | Bp | Bc | Diff |  | Résultats      |     |     |     |
| ---- | -------------- | --- | - | - | - | - | -- | -- | ---- |  | -------------- | --- | --- | --- |
| 1    | Inde           | 9   | 4 | 3 | 0 | 1 | 18 | 8  | +10  |  | Inde           |     | 0-1 | 9-2 |
| 2    | Japon          | 9   | 4 | 3 | 0 | 1 | 13 | 8  | +5   |  | Japon          | 2-4 |     | 6-1 |
| 3    | Taïpei chinois | 0   | 4 | 0 | 0 | 4 | 9  | 24 | -15  |  | Taïpei chinois | 3-5 | 3-4 |     |